# Annie van der Meer
Annie van der Meer (24 februari 1947) is een Nederlandse langeafstands-duurloopster en snelwandelaarster, die meerdere wereldrecords op haar naam heeft staan.
In 1983 volbracht Van der Meer Parijs-Colmar over een afstand van 518 km in een tijd van 77 uur en 40 minuten. Zij volbracht, als enige vrouw ter wereld ooit, de mannen-afstand.
Van der Meer staat vermeld in het Guinness Book of Records.

## Trivia
Haar man Joop heeft een boekje in dichtvorm over de belevenissen tijdens haar wandelingen geschreven, getiteld: 'Madame Annie' 
(ISBN 978-90-90223-61-2).
In het boek 'De mens als duurloper' (ISBN 978-90-446-1157-1) van Jan Knippenberg staat in het hoofdstuk Annie van der Meer - 'Madame Annie' een korte biografie, waarin enkele van haar belangrijkste wedstrijden in Frankrijk beschreven worden.
Op 25 november 2011 werd in de uitzending van het tv-programma Goudmijn (KRO) aandacht besteed aan "de wereldkampioen waar niemand ooit van gehoord heeft".